# Ricardo Marques Ribeiro
Ricardo Marques Ribeiro  (Belo Horizonte, 18 de junho de 1979) é um árbitro de futebol brasileiro. Pertenceu ao quadro de Árbitros FIFA de 2009 até 2019.[carece de fontes?] Considerado o melhor árbitro brasileiro em 2014, apitou o primeiro jogo da final da Copa Sul-Americana de 2014. Foi um dos árbitros cotados para representar a arbitragem brasileira na Copa do Mundo FIFA de 2018. Entre os outros jogos que apitou, está na lista também a final da Copa do Brasil de Futebol de 2009. Casado, bacharel em direito e professor universitário. 